# Jamestown (Wisconsin)
Die Town of Jamestown ist eine von 33 Towns im Grant County im US-amerikanischen Bundesstaat Wisconsin. Im Jahr 2010 hatte die Town of Jamestown 2076 Einwohner.
Town hat in Wisconsin eine grundlegend andere Bedeutung, als im übrigen englischsprachigen Bereich. Vielmehr entspricht sie den in den anderen US-Bundesstaaten üblichen Townships, die nach dem County die nächstkleinere Verwaltungseinheit bilden.

## Geografie
Die Town of Jamestown liegt im Südwesten Wisconsins an der Schnittstelle der drei Bundesstaaten Wisconsin, Illinois und Iowa. Dabei bildet der Mississippi die Grenze von Wisconsin und Illinois zu Iowa.
Die geografischen Koordinaten des Zentrums der Town of Jamestown sind 42°33′46″ nördlicher Breite und 90°36′05″ westlicher Länge. Sie erstreckt sich über eine Fläche von 84,7 km², die sich auf 77,9 km² Land- und 6,8 km² Wasserfläche verteilen. 
Die Town of Jamestown liegt im Süden des Grant County und grenzt an folgende Nachbartowns und -townships:
| Town of Potosi                                                               | Town of Paris                                   | Town of Smelser                                  |
| Dubuque Township (Dubuque County, Iowa) Peru Township (Dubuque County, Iowa) | Kompassrose, die auf Nachbargemeinden zeigt     | Town of Hazel Green                              |
|                                                                              | Dunleith Township (Jo Daviess County, Illinois) | Menominee Township (Jo Daviess County, Illinois) |

## Verkehr
Die vierspurig ausgebauten U.S. Highways 61 und 151 verlaufen in Nord-Süd-Richtung auf einem gemeinsamen Streckenabschnitt und biegen im Süden der Town of Jamestown nach Westen ab und verlassen diese über die Dubuque-Wisconsin Bridge über den Mississippi in Richtung Iowa. Der Highway und der im Süden abzweigende Wisconsin State Highway 35 bilden den südlichen Teil des Wisconsin-Abschnitts der Great River Road. Durch den Süden der Town verläuft ferner der Wisconsin State Highway 11. Alle weiteren Straßen sind untergeordnete Landstraßen, teils unbefestigte Fahrwege sowie innerörtliche Verbindungsstraßen.
Entlang des Mississippi verläuft eine Eisenbahnlinie der BNSF Railway.
Mit dem Dubuque Regional Airport befindet sich im Südwesten der gegenüberliegenden Stadt Dubuque der nach dem Passagieraufkommen drittgrößte Flughafen Iowas.

## Bevölkerung
Nach der Volkszählung im Jahr 2010 lebten in der Town of Jamestown 2076 Menschen in 835 Haushalten. Die Bevölkerungsdichte betrug 26,6 Einwohner pro Quadratkilometer. In den 835 Haushalten lebten statistisch je 2,49 Personen. 
Ethnisch betrachtet setzte sich die Bevölkerung zusammen aus 99,1 Prozent Weißen, 0,4 Prozent Asiaten sowie 00000 Prozent aus anderen ethnischen Gruppen; 0,3 Prozent stammten von zwei oder mehr Ethnien ab. Unabhängig von der ethnischen Zugehörigkeit waren 0,2 Prozent der Bevölkerung spanischer oder lateinamerikanischer Abstammung. 
22,7 Prozent der Bevölkerung waren unter 18 Jahre alt, 59,8 Prozent waren zwischen 18 und 64 und 17,5 Prozent waren 65 Jahre oder älter. 49,2 Prozent der Bevölkerung war weiblich.
Das mittlere jährliche Einkommen eines Haushalts lag bei 46.964 USD. Das Pro-Kopf-Einkommen betrug 24.791 USD. 5,9 Prozent der Einwohner lebten unterhalb der Armutsgrenze.

## Ortschaften in der Town of Jamestown
Neben Streubesiedlung gibt es folgende gemeindefreie Siedlungen:
| Census-designated places (CDP) - Kieler - Sandy Hook | Andere Unincorporated Communities - Fair Play - Louisburg - Rutledge |